# Сборная Югославии по регби
Сборная Югославии по регби представляла Социалистическую Федеративную Республику Югославия до начала 90-х годов XX века. Затем была сформирована сборная Союзоной Республики Югославия, которая включала Сербию и Черногорию. После этого команда СРЮ была переименована в сборную Сербии и Черногории, и наконец, после выхода Черногории из состава государства, сборная Сербии стала выступать независимо. Полноценная сборная Черногории пока не сформирована.
Другие бывшие югославские республики — Словения, Хорватия, Босния и Герцеговина — представлены на мировой регбийной арене с 1990-х годов. Македонское регби пока что находится на начальном этапе развития.

## История
Сборная СФРЮ провела первый матч в 1968 году. Тогда югославы проиграли одному из составов румын на Всемирных молодёжных спортивных играх в Болгарии. Полноценный дебют состоялся 29 декабря того же года в матче против Италии. До 1991 года сборная Югославии провела 66 тестовых матчей, регулярно участвовала в европейских состязаниях. Последний матч команды прошёл весной 1991 года. Югославия сыграла с другой командой, вскоре прекратившей существование, — Чехословакией.
Свои лучшие результаты югославская команда продемонстрировала в сезоне 1979/80. После побед над Нидерландами и Швецией, ничьи с ФРГ и поражения от испанцев югославы заняли второе место в группе B европейского кубка и восьмое место в общей европейской классификации.
Регбийный союз страны оформил отношения с Международным советом регби в 1988 году.

## Результаты
Итоговые результаты сборной.
| Соперник     | Матчи | Победы | Поражения | Ничьи | Процент побед |
| ------------ | ----- | ------ | --------- | ----- | ------------- |
| Андорра      | 1     | 0      | 1         | 0     | 0 %           |
| Бельгия      | 6     | 1      | 5         | 0     | 17 %          |
| Болгария     | 5     | 2      | 3         | 0     | 40 %          |
| Дания        | 1     | 1      | 0         | 0     | 100 %         |
| Испания      | 4     | 0      | 4         | 0     | 0 %           |
| Италия       | 3     | 0      | 3         | 0     | 0 %           |
| Люксембург   | 1     | 1      | 0         | 0     | 100 %         |
| Марокко      | 2     | 0      | 2         | 0     | 0 %           |
| Нидерланды   | 6     | 2      | 4         | 0     | 33 %          |
| Польша       | 2     | 2      | 0         | 0     | 100 %         |
| Румыния      | 2     | 0      | 2         | 0     | 0 %           |
| СССР         | 2     | 0      | 2         | 0     | 0 %           |
| Тунис        | 4     | 2      | 2         | 0     | 50 %          |
| Португалия   | 3     | 0      | 2         | 1     | 0 %           |
| Франция      | 1     | 0      | 1         | 0     | 0 %           |
| ФРГ          | 6     | 0      | 5         | 1     | 0 %           |
| Чехословакия | 8     | 1      | 7         | 0     | 13 %          |
| Швейцария    | 6     | 6      | 0         | 0     | 100 %         |
| Швеция       | 3     | 2      | 1         | 0     | 66 %          |
| Всего        | 66    | 20     | 44        | 2     | 30 %          |

## Тренеры
Статистика только по тестовым матчам.
| Специалист         | Годы работы | Матчи | Победы | Ничьи | Поражения | Процент побед |
| ------------------ | ----------- | ----- | ------ | ----- | --------- | ------------- |
| Бранко Стимач      | 1968        | 3     | 0      | 0     | 3         | 0 %           |
| Бранимир Алаупович | 1969—1974   | 15    | 3      | 1     | 11        | 20 %          |
| Миховил Раджа      | 1975—1979   | 14    | 5      | 0     | 9         | 36 %          |
| Душан Новаков      | 1980—1981   | 7     | 2      | 1     | 4         | 29 %          |
| Суад Капетанович   | 1982        | 2     | 1      | 0     | 1         | 50 %          |
| Бранимир Алаупович | 1982—1987   | 12    | 5      | 0     | 7         | 43 %          |
| Марко Протега      | 1987—1991   | 13    | 3      | 0     | 10        | 23 %          |